# Tessellaster
Tessellaster is een geslacht van zeesterren uit de familie Goniasteridae.				

## Soort
- Tessellaster notabilis H.L. Clark, 1941